# Anolis uniformis
Anolis uniformis (великолускатий аноліс) — вид ігуаноподібних ящірок родини анолісових (Dactyloidae). Мешкає в Мексиці і Центральній Америці.

## Поширення і екологія
Великолускаті аноліси мешкають в штатах Веракрус, Табаско і Чіапас на південному сході Мексики, в Гватемалі і Белізі (біля основи півострова Юкатан) та на північному заході Гондурасу. Вони живуть у вологих тропічних лісах, серед лісової підстилки. Зустрічаються на висоті до 900 м над рівнем моря.